# Співробітництво Католицької церкви з усташами

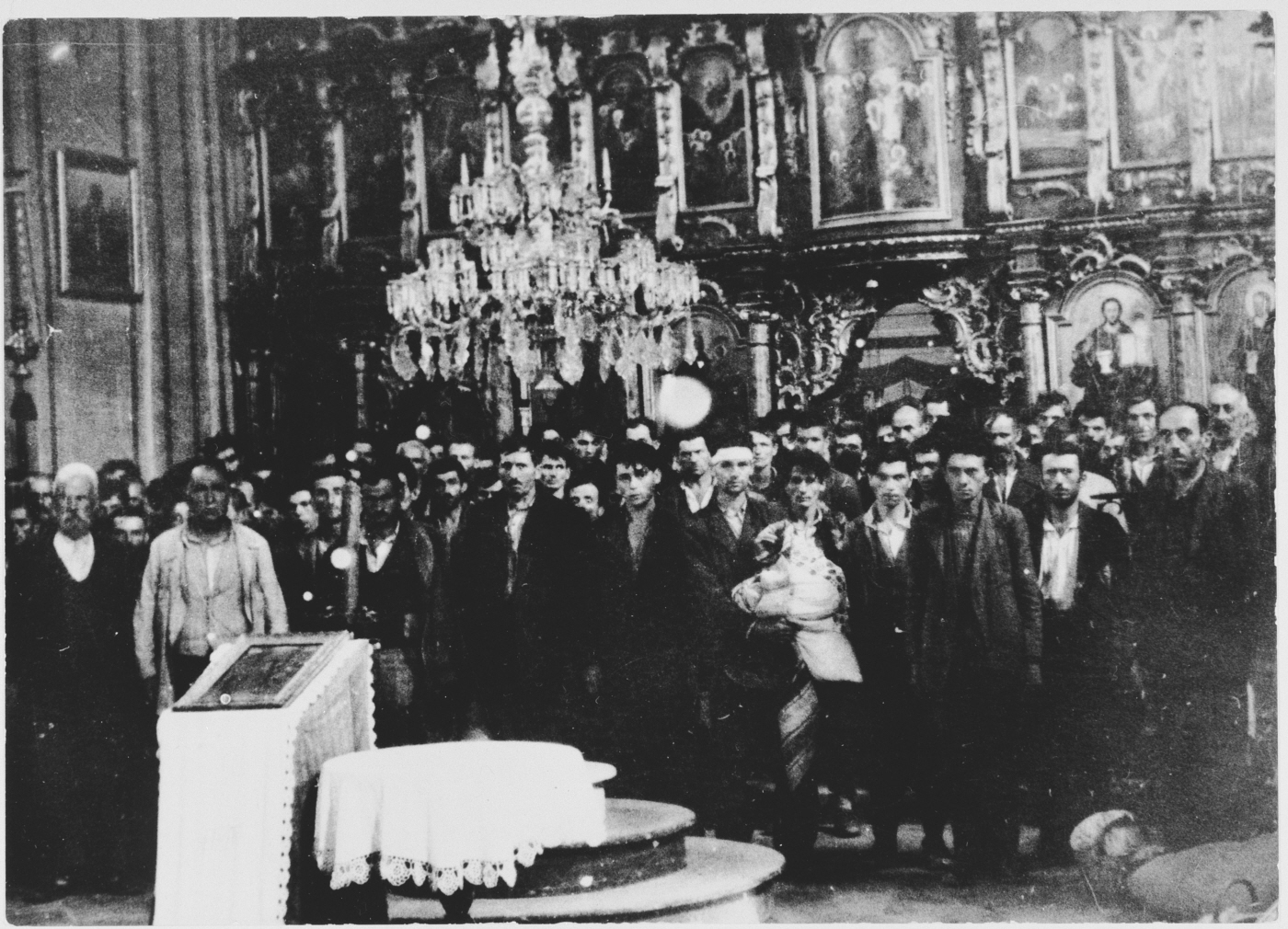
Насильницьке хрещення сербів усташами в Глині

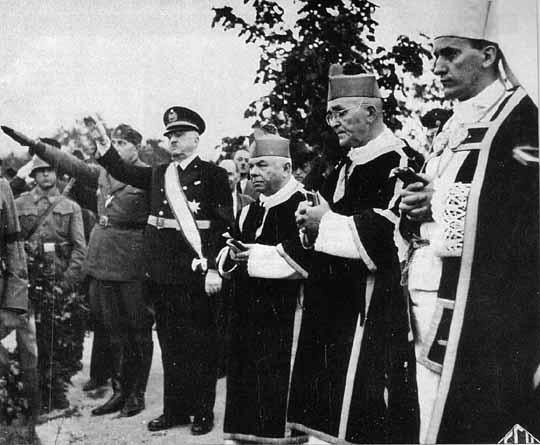
Католицькі священники на чолі з Алоїзіє Степінацем вітають офіцерів СС

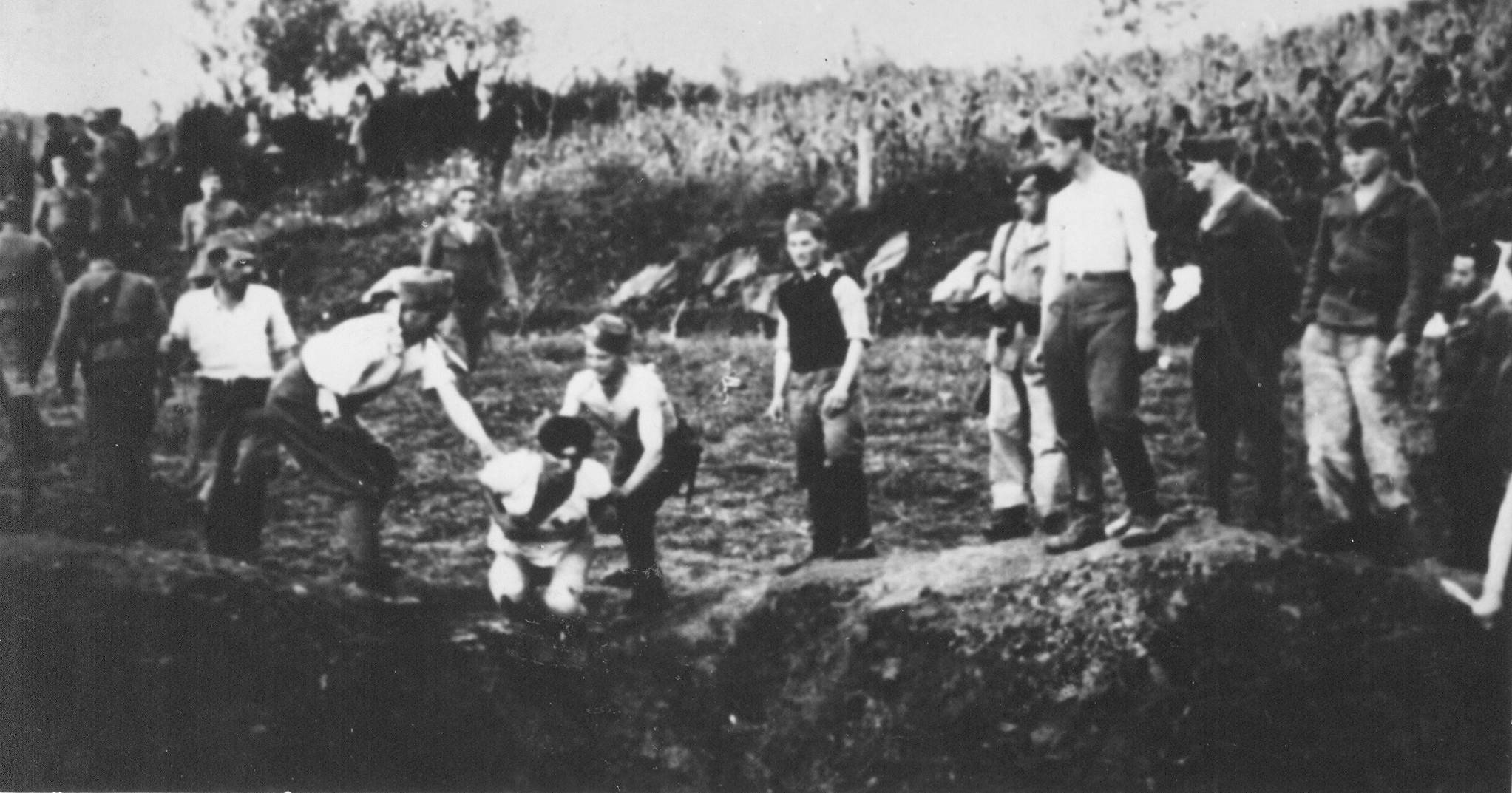
Розправа над в'язнями табору смерті Ясеновац, учинені Мирославом Филиповичем, якого після війни за злочини позбавили церковного сану і повісили в чернечій робі

Римсько-католицька церква звинувачується багатьма у співпраці з хорватським радикальним націоналістичним рухом усташів, які керували в роки Другої світової війни маріонетковою Незалежною державою Хорватіїя і розв'язали холокост і геноцид сербів . Незважаючи на те, що Ватикан де-юре не заявляв про свою підтримку усташів, а низка діячів Католицької церкви займалася порятунком євреїв і сербів від масових убивств та екстрадиції, Святий Престол звинувачувався й продовжує звинувачуватися не тільки в бездіяльності й небажанні врятувати цивільне населення від геноциду, а й у негласній підтримці усташів. За підрахунками, за роки війни від рук усташів за різними оцінками загинуло від 197 до 800 тисяч чоловік .

## Передісторія
Хорватія з 1527 по 1918 рік перебувала в складі Габсбурзької імперії . На її території проживало безліч народів, які сповідували різні релігії і розмовляли на різних мовах. Найбільшими народами Хорватії були власне хорвати, які дотримувалися католицького віросповідання, і серби, переважно православні . Панівні політичні переконання в цих двох етнічних групах також розрізнялися — хорвати розглядали країни Західної Європи і саму Австрію як своїх захисників, в той час як серби вважали своїм покровителем у зовнішній політиці Російську імперію. Спроба об'єднання двох народів заради створення єдиної слов'янської держави, вільної від німецького і угорського впливу, почалася з народженням ідеології ілліризму, з якої виросла ідеологія панславізму.
До Першої світової війни Австрія прийшла з серйозними внутрішньонаціональними протиріччями, які загострювалися по ходу війни. Велика частина хорватів мріяла після краху Австро-Угорщини створити свою незалежну державу, в той час як інші хорвати і всі серби мріяли приєднатися до Сербії або створити єдину слов'янську державу на Балканах. Утворення Королівства сербів, хорватів і словенців не виправдало мрії багатьох хорватів, навіть незважаючи на гарантовану рівноправність всіх трьох народів, згаданих в назві нової країни. Хорватська партія права боролася спочатку за розширення автономії Хорватії і прав хорватського населення, а потім стала виступати і за повний вихід з королівства. Хорватська еміграція утворила так званий Хорватська комітет, який керував діями в цьому напрямку. Однак в 1929 році король Олександр I Карагеоргієвич фактично ввів диктатуру, яка забороняла будь-які рухи за автономію, і перейменував країну в Югославію .
У відповідь на дії влади група хорватських націоналістів утворила рух усташів, який очолив Анте Павелич. На допомогу новому руху прийшла Італія, у якої теж були свої розбіжності з Югославією. Руху усташів приписується вбивство Олександра I в 1934 році, хоча виконавцем був Владо Черноземський, агент македонської націоналістичної організації ВМРО . Після загибелі Олександра до влади прийшов принц-регент Павло Карагеоргієвич, який був більш м'яким у порівнянні з попередником і став надавати посильну допомогу хорватському населенню в реалізації своїх прав. Хорватська селянська партія на чолі з Владко Мачеком зуміла домогтися укладенню угоди, за якою утворювалася Бановина Хорватія, яка отримала широку автономію.
Угода не тільки не задовольнило усташів, а й посилила їх бажання домогтися незалежності для Хорватії: вони розцінили угоду як перший крок на шляху до виходу зі складу Югославії. Зірваний вступ Югославії в блок «осі» і розрив відносин з гітлерівською Німеччиною став сигналом для усташів: Гітлер, розцінивши відмову Югославії від вступу в блок «осі» як зраду, фактично дав усташам надію на реалізацію їх планів. 6 квітня 1941 року Німеччина вступила у війну проти Югославії і Греції . У Хорватії у югославських військових властей виникли найбільші труднощі з проведенням мобілізації, оскільки явка покликаних була дуже низькою  . Більш того, ряд воєначальників і солдатів відкрито стали переходити на бік окупантів: так, 3 квітня 1941 року хорватський полковник Володимир Крен перелетів в Грац і передав німцям детальну інформацію про стан югославських збройних сил, в тому числі дані про дислокацію таємних авіабаз; ще до початку війни два полки в Б'єловарі, які були сформовані з місцевих хорватських резервістів, підняли бунт , блокували Б'єловар і зажадали капітуляції гарнізону, погрожуючи в іншому разі вбити всіх, хто живе в місті і околицях сербів і членів сімей офіцерів. Після капітуляції Югославії її розділили країни-переможниці: на руїнах королівства була створена маріонеткова Незалежна держава Хорватія, куди входили Боснія і Герцеговина, а також частина Далмації, яку вирішили не передавати Італії . Фактичним керівником держави став Анте Павелич, хоча юридично нею повинен був правити призначений король Томіслав II . Мачек, незважаючи на довгоочікуване проголошення незалежності Хорватії, вирішив не підтримувати прогітлерівського режим. Павелич став вірним союзником Гітлера . Однак ентузіазм, який виник після проголошення незалежності, зійшов нанівець, оскільки країна була під контролем німців та італійців. Усташі, прагнучи створити етнічно чисту держава, оголосили поза законом сербів, євреїв, циган та взагалі всі народи, які не підтримували режим усташів (під удар потрапила і частина представників хорватського народу).

## Діяльність римсько-католицької церкви в НДХ

### Створення та визнання
На думку історика Майкла Фейера відносини Хорватії з Ватиканом були не менш важливі, ніж відносини з Німеччиною. Павелич був затятим сербофобом і ревним католицьким фанатиком, вважаючи католицизм невід'ємною частиною хорватської культури  . Однак ряд інших істориків вважає, що Святий Престол вважав Павеліча занадто амбітним і нетерплячим: дослідник католицького руху Пітер Гебблтуейт писав, що Павелич з нетерпінням чекав благословення від Ватикану на свою політичну діяльність, чого, однак, не передбачалося найближчим часом. Секретар Державного секретаріату Ватикану Джованні Монтіні, майбутній папа римський Павло VI, попереджав Павеліча, що Святий Престол може не визнати державу, яка встановлює кордони шляхом військового вирішення, а також виступав проти поспішного призначення короля Хорватії. Запропонована королем Італії Віктором Еммануїлом III кандидатура герцога Сполето була розкритикована Монтіні: Папа, за його словами, не міг спілкуватися з герцогом, поки той не коронується офіційно; при цьому Монтіні дозволив папі поспілкуватися з Павелічем.
Відносини з Ватиканом, за словами Фейера, для усташів важливу роль відігравали не менше, ніж відносини з Німеччиною: підтримка Ватикану могла стати ключем для посилення підтримки Хорватії на зовнішньополітичній арені . Степінац, що бачив в незалежності Хорватії звільнення з «тюрми», якою він називав югославську державу з великою часткою сербського населення, удостоївся аудієнції у Пія XII , під час якої він багаторазово згадував Павеліча. Зі стенограми розмови, складеної Монтіні, слідує, що Ватикан був готовий визнати Хорватію тільки після закінчення війни і укладення мирного договору, і то це не було гарантією, оскільки частина католиків могла обуритися подібним вчинком, а думку цієї частини, за словами Пія XII, також слід поважати.
Фейер писав, що Павеліч був прийнятий Папою Римським у травні 1941 року, вже ставши правителем Хорватії. Тоді ж Павеліч і його усташівські лейтенанти отримали благословення, як виявилося, на «невимовний геноцид в їх новій країні»   . Ватикан формально не визнавав нову державу, але щоб не обдурити усташів, відправив в Хорватію свого апостольського делегата — ченця-бенедиктинців Джузеппе Марконе Павеліча подібний вчинок цілком задовольнив, і кардинал Степінац відчув, що Ватикан фактично визнав Хорватію незалежною , але папа відмовився встановлювати дипломатичні відносини з усташами і зустрівся з Павелічем знову в 1943 році . Пізніше світове співтовариство засудило переговори Пія XII з усташами, а один із співробітників міністерства закордонних справ Великої Британії навіть назвав понтифіка «найбільшим моральним боягузом сучасності».
Ватикан, на думку усташів, повинен був допомогти здолати комунізм і хрестити більше 200 тисяч сербів, які нібито зреклися істинної католицької віри і звернулися до сербському православ'я  — за словами Алоїзіє Степінаца, до найбільших «схизматиків». Степінац, який вітав незалежність країни в своєму листі в квітні 1941 року, закликав з самого початку будувати католицьку державу, заради чого схвалював ідею насильницького хрещення сербів в католицизм. Хоча він часто говорив в своїх промовах, що вирішувати національні питання шляхом кровопролиття не можна, однак при цьому мав на увазі тільки захист євреїв від особливо радикальних усташських діячів. Моральна сторона поводження хорватів з сербами його не дуже сильно хвилювала: він був більше стурбований тим, що менталітет вже хрещених сербів може не адаптуватися до нової обстановки і навіть привести до чергового розколу в церкві.

### Ідеологія
Питання щодо сербського православного населення хорвати пропонували вирішити радикальним чином: одну третину насильно хрестити в католицтво, ще одну третину вислати з країни, ту третину, що залишиться — знищити фізично. Першим, хто це заявив, став Міле Будак, який виступав за союз з мусульманами в боротьбі проти православних. Відомий його вислів «Незалежна держава Хорватія — держава двох релігій, римсько-католицької та ісламської», яке вперше з'явилося в газеті «Хрватскі народ», № 143 від 7 липня 1941 року . Всі журнали і газети Загреба опублікували в той же день попередження, щоб протягом 12 годин всі православні серби покинули місто, в іншому випадку вся решта будуть вбиті на місці.

Міністр Мілован Жаніч заявляв, що між католиками і православними не може бути ніякого компромісу, і з перших днів говорив про те, що територія НДХ повинна бути повністю очищена від найменших слідів перебування сербів. Пам'ять про те, що тут колись жив православний народ, необхідно було витравити з розумів людей і стерти з лиця землі. 3 червня 1941 року газета «Нові лист» опублікувала його слова : 

Усташі!
Знайте, я говорю відверто: ця держава, ця наша батьківщина повинна бути хорватською і нічиєю більше. І ось тому тих, хто сюди прийшов, вам треба вигнати.
Протягом століть і особливо останніх двадцяти років стало очевидно, що ніякого компромісу бути не може. Ця земля повинна належати хорватам і нікому іншому, і немає методів, які ми, усташі не зможемо використовувати; тому ми почнемо будувати справжню Хорватію і очистимо її від сербів, які погрожували нам століттями і могли б нас знищити за першої ж нагоди.
Ми не приховуємо, що це політика нашої держави, і коли ми будемо так чинити, то будемо слідувати тільки тому, що говорять усташські начала.

### Участь в усташському терорі
Безліч хорватських націоналістів-клерикалів схвалювали наміри по знищенню або насильницького окатоличенню сербів, циганів і євреїв  . Алоїзіє Степінац, спочатку не сприймав всерйоз насильницьке хрещення, незабаром став в своїх промовах закликати до боротьби зі слідами православ'я в Хорватії і схвалювати здійснювані усташами вбивства  . Перша хвиля вбивств прокотилася влітку і восени 1941 року, хоча концтабори з'явилися вже в квітні 1941 року. З червня в країні діяв закон про заснування спеціальної мережі таємних агентів, які могли б виявляти етнічні та релігійні меншини і повідомляти інформацію владі про них .
Усташскі злочини проти євреїв і сербів відрізнялися сильно від німецьких способів вирішення єврейського і слов'янського питань. Нацисти припускали остаточне вирішення єврейського питання шляхом " натиску на Схід " і позбавлення від євреїв за допомогою айнзацгруп; усташі ж збиралися об'єднати хорватів і мусульман, які повинні були стати титульними націями в новій державі, з метою знищення всіх іновірців і іноземців і присвоєння всього їхнього майна. Це вилилося в справжній терор, подібного якому ще не було на Балканах. Серби були перелякані настільки, що їм залишалося тільки бігти в окуповану німцями Недічевскую Сербію або прийняти католицизм. Усташський уряд залишив велику частину католицького духовенства на території країни для реалізації другого сценарію.
За словами Річарда Еванса, дослідника Голокосту, в концтаборі Ясеновац серед охоронців і керівництва було дуже багато францисканців  . Фейер писав, що багато релігійних діячів прямо або опосередковано брали участь в каральних операціях і розправах над іновірцями та іноземцями, що підтверджується працями католиків Коррадо Дзола (Італія) та Івліна Во (Велика Британія)  . Францисканець Мирослав Филипович став найвідомішим в списку сумно прославившихся францисканців, які співпрацювали з усташами. Він був комендантом Ясеноваца і за свою нестерпну жорстокість отримав прізвисько «Диявол з Ясеновацу» і «Брат Сатана». У Ясеноваці загинуло, за різними даними, від 49,6 до 600 тисяч чоловік  . Еванс пише, що Филипович протягом трьох місяців керував розстрільними командами і катами . Францисканці в 1942 році вигнали його з ордена за злочини проти цивільного населення, але він весь час носив чернечий одяг і був же в ній повішений після війни за вироком югославського суду  .

Ще одним сумнозвісним католицьким священиком, який прославився своєю ненавистю до євреїв, був Іван Шарич. Він займав посаду архієпископа Врхбосна (Сараєво) і конфісковував всю приватну власність, що належала євреям, використовуючи її в своїх цілях. За подібні злочини його так і не засудили . Шарич писав у своїх статтях наступне: 

Є межа любові. Рух за звільнення світу від євреїв — рух за оновлення людської гідності. Всезнаючий і всемогутній Господь стоїть за цим рухом.

У числі інших відомих католицьких священиків, які підтримували політику Павеліча, були його особистий охоронець Іван Губеріна, який очолював Хорватскоий католицький рух (своєрідну Католицьку дія в Хорватії); начальник служби безпеки Сараєво Божідас Брало, який ініціював єврейські погроми  ; усташський комісар в Боснії і Герцеговині Юрі Францетіч, що стежив за порядком в Боснії і боровся з інакодумцями. Жорстокістю відрізнялися і висловлювання інших священнослужителів: так, Мате Мугос закликав духовенство відкласти в сторону молитовник і взяти револьвер , а Діоносій Юрич в газеті Novi list писав, що вбивство дитини старше семи років не є гріхом  . Фейер, підбиваючи підсумок, писав, що усташський геноцид сербів є не менш страшним злочином, ніж Голокост, а позиція католицтва у Другій світовій війні є неоднозначною: якщо в Польщі католики були жертвами терору, то в Хорватії вони стали його призвідниками і виконавцями .
У 2000 році була утворена Міжнародна комісія експертів за істину про Ясеновац. На одному з її засідань в Нью-Йорку велася мова про причетність католицького духовенства до злочинів: було повідомлено, що близько 1400 католицьких священиків з Хорватії безпосередньо були причетні до вбивств, про що говорив один з членів комісії — професор Лондонського університету антрополог Срболюб Живанович. Його заяви були опубліковані в газеті «Політика» 3 липня 2002 . Всіх жертв усташського терору, які загинули від рук католицьких духівників, єпископ Микола (Велимирович) вписав в церковний календар в день 31 серпня як «сімсот тисяч постраждалих за православну віру від рук римських хрестоносців і усташів під час Другої Світової війни». Він засуджував діяння усташів, кажучи, що їх жорстокістю захоплювалися б не тільки в Римі, але і в пеклі.

### Противники усташського терору
Незважаючи на велику кількість католицьких діячів, які закликали до насильства, були і ті, хто не визнавав насильство усташів і засуджував його. Архієпископ Загреба Алоїзіє Степінац, схваливши спочатку незалежність і підтримавши політику усташів, змушений був почати вживати заходів з порятунку сербів і євреїв від повного винищення в країні (так він став навертати їх в католицтво) . Павеліч навіть скаржився Іоахіму фон Ріббентропу на те, що Степінац не підтримував режим усташів, на відміну від звичайних священиків, оскільки побоювався обурення з боку Ватикану . Навіть найбільш ревні католики часом виступали проти політики насильства і винищення  . Гебблтуейт писав, що Ватикан намагався посилити позиції Степінаца, який відкидав насильницьке хрещення і жорстокість і виявляв навіть в своєму оточенні прихильників геноциду  . Так, з липня по жовтень 1943 року Степінацем був заарештований 31 священик, який брав участь в масових вбивствах по всій Хорватії .
Мартін Гілберт писав, що Степінац особисто брав участь у порятунку групи євреїв, однак є свідчення, що його ініціативу підтримували і інші. Так, важливу роль у порятунку євреїв від усташів зіграли Алоїзіє Мішич, єпископ Мостарский  (в одному зі своїх листів він обурювався бездіяльністю Степінаца з приводу єврейських і сербських погромів в місті) і Грегорі Рожман, єпископ Люблінський, який навертав євреїв в католицизм і переховував їх у себе, а за допомогою єзуїта Пьетро Таккі Вентурі навіть надавав їм заступництво від італійських цивільних діячів .
Посол Німеччини в Хорватії Зігфрід Каші запідозрив недобре з самого початку існування НДХ і поскаржився Берліну, що італійці не прагнуть вирішувати єврейське питання, оскільки на них занадто тисне Ватикан. Ряд апостольських делегатів дійсно займався порятунком євреїв: делегат Пія XII в Загребі Джузеппе Марконі особисто врятував близько тисячі хорватських євреїв, які перебували в змішаних шлюбах; делегат в Туреччині Анджело Ронкаллі (майбутній папа римський Іоанн XXIII) допоміг багатьом євреям вибратися в Палестину і пізніше неодноразово говорив, що виконував розпорядження Пія XII .
" Яд ва-Шем " визнав 109 хорватів праведниками світу. Серед них багато католицьких священиків і ченців, в числі яких сестра Цецилія (в миру Йозіца Юрін), сестра Карітас (в миру Марія Пирович), сестра Амадея Павлович і батько Драгутин Йесіч (останній був убитий).

### Насильницьке хрещення
Поки уряд Павеліча переслідував сербів, євреїв, мусульман і навіть фольксдойче-протестантів, католицьке духовенство вирішило виконати план з покатоличення сербів . 14 липня 1941 року Міністерство внутрішніх справ Хорватії дало розпорядження Хорватському єпископату почати пропаганду переходу в католицтво, але при цьому представники сербської інтелігенції, православні священики, а також багаті купці і ремісники позбавлялися права прийняти католицтво: їх планувалося винищити, в тому числі і тих, хто навернеться в католицизм . Хорвати конфіскували землі Сербської православної церкви і самі храми, переробивши їх в католицькі . Степінац, дізнавшись про це, висловив своє невдоволення і в липні 1941 року, за словами Фейера, поскаржився Павелічу, засудивши депортацію євреїв і сербів. Пізніше він все-таки підтримав масове окатоличення, пояснивши це тим, що серби таким чином можуть уникнути розправи .
Агенти спецслужб Третього рейху, які вивчали діяльність католицького духовенства, пізніше зробили висновки, що церква в загальному і цілому дивилася на злочини усташів і їх спільників крізь пальці і майже не висловлювала свої заперечення проти насильницького окатоличення сербів.

## Роль католицького керівництва

### Архієпископ Степінац

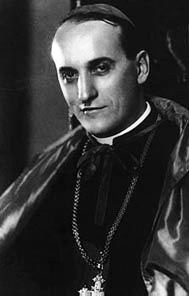
Позиція Алоїзіє Степінаца неоднозначна: підтримуючи незалежність Хорватії, він нерідко засуджував насильство по відношенню до сербів і євреїв.

У 1934 році призначений на посаду архієпископа Загреба Степінац став наймолодшим католицьким єпископом в світі  . Він був звільнений від жорсткого контролю Ватикану, отримавши повноваження не дати усташському режиму прийти до влади або підготувати вторгнення. Однак і його контроль над місцевим духовенством не був повним  . Історик Голокосту Мартін Гілберт писав, що Степінац вже з самого початку днів війни почав діяти всупереч офіційній державній політиці, врятувавши групу євреїв в старому будинку . Підтримавши усташів Степінац виступав за створення хорватського національного католицького держави, оскільки Югославія, що не виконала обіцянок про рівноправність між усіма її народами, перетворилася з його точки зору на в'язницю. Ватикан не поділяв ентузіазму Степінаца, не визнавши нову державу і відправивши туди замість нунція тільки свого апостольського делегата Джузеппе Марконі. Але навіть цього Степінацу вистачило, щоб упевнитися в підтримці Ватикану, бо той фактично визнавав незалежність Хорватії, а Марконі отримував всі права нунція .
З травня 1941 року в поведінці Степінаца стали проявлятися антіусташівські нотки  : поки влітку і восени по країні прокочувалася хвиля насильства, той змушений був відступати від ряду своїх переконань, але порвати з усташами і піти в супротив він не міг  . Фейер писав, що Степінац фактично дарував усташам презумпцію невинуватості, а сам вирішив мовчати про свою позицію  . У листопаді 1941 року Степінац скликав синод хорватських єпископів, який закликав Павеліча бути максимально гуманним до євреїв в умовах присутності німецьких військ в країні  . Ватикан підтримав починання синоду і попросив Марконі молитися про спасіння громадян єврейського походження , а Пій XII пізніше особисто дякував синоду за відвагу і рішучість, виявлену допомогою нужденним .

За словами ізраїльського історика Менахема Шелаха, синод закликав захищати тільки хрещених євреїв, а щодо православних сербів і тих євреїв, що лишились в іудаїзмі нічого подібного ніхто робити не збирався , а Степінац зважився виступити відкрито проти масових вбивств інших національностей тільки в середині 1943 року. Представник папського секретаріату Доменіко Тардіні списав нову хвилю насильства на «хвороби росту нового режиму» в Римі . З іншого боку, американський історик Рональд Рихляк зазначає, що Степінац, отримавши вказівки з Риму, офіційно засудив жорстокі дії уряду ще раніше, виступивши 24 жовтня 1942 року з офіційною промовою і заявивив: 

Всі люди і всі раси — діти Господа, всі без винятку. Ті, хто є циганами, чорношкірими, європейцями або арійцями, мають однакові права … З цієї причини Католицька Церква завжди засуджувала і засуджує будь-яку несправедливість і будь-яке насильство, вчинене в ім'я класової, расової або національної теорії. Неприпустиме переслідувати циган або євреїв через переконання, що вони нижча раса.

Associated Press, за словами того ж Рихляка, вказувала на Степінаца як критика нацистського маріонеткового режиму, від рук якого загинули «десятки тисяч сербів, євреїв, циган та хорватів», і подразника для Павеліча, якому відмовили у зустрічі з понтифіком у Римі .
Архієпископа Загреба нацисти і усташі презирливо називали «другом єврейства» (нім. judenfreundlich), а сам він навіть боровся у своїй єпархії із закликами до геноциду  . Майкл Фейер зазначає, що Степінац вперше виступив проти масових вбивств в середині 1942 року, заступившись за циган і євреїв. Через рік до Загребу прибув Генріх Гіммлер, який перевіряв, як вирішується «єврейське питання», і Алоїзіє став погрожувати Павелічу: «Католицька Церква не боїться мирської сили, якою б та не була, якщо необхідно захищати основні права людини». А коли Андрія Артуковіч наказав депортувати євреїв і сербів, апостольський делегат Марконі і архієпископ Степінац стали протестувати проти подібного рішення. Згідно Фейеру, Ватикан особисто звелів архієпископу за всяку ціну врятувати якомога більше євреїв на тлі прийдешніх депортацій , але навіть цього виявилося недостатньо, щоб серйозно вплинути на Павеліча .

### Роль Ватикану
За свідченнями Майкла Фейера, Степінац і Ватикан прекрасно знали про вбивства, що здійснюються усташами  . Журналіст Джон Корнуелл визнає, що Пій XII знав про звірства, але не робив ніяких зусиль з метою припинення вбивств і замість цього займався боротьбою з остаточним рішенням єврейського питання в Північній Європі  . Більш того, Пій XII відчував певну симпатію до хорватських націоналістів. У листопаді 1939 року в Римі відбулося паломництво з нагоди 50-річчя причислення до лику святих хорватського монаха-францисканця Миколи Тавеліча, на якому Пій XII висловив підтримку діям усташів як діям, що впливають на хід усієї світової історії. Степінацу він неодноразово повторював слова папи Лева X про те, що Хорватія — оплот християнства, натякаючи на те, що серби були не справжніми християнами, а віровідступниками, і очікував від того сприяння у встановленні «гармонійних» відносини між сербами і хорватами в новій державі .
Майбутній Папа Римський Павло VI (тоді ще заступник державного секретаря Святого Престолу Джованні Монтіні) зобов'язався стежити за подіями в Хорватії і Польщі  . Під час щоденних звітів у 1941 році він одного разу повідомив Пія XII, що чув про звірства усташів  . У березні 1942 року він звернувся до представника усташів у Ватикані з проханням пояснити, чи могли подібні безчинства мати місце, у відповідь на що усташ назвав це «брехнею і пропагандою». Монтіні пообіцяв уважно вивчати подальшу інформацію. Доменіко Тардіні пізніше говорив представнику усташів, що Ватикан буде закривати очі на злочини проти цивільного населення з тієї причини, що «Хорватія — молода держава, а молодь часто припускається помилок у своєму віці, тому тут немає нічого дивного» .
У квітні 1942 року Степінац прибув до Риму і отримав дев'ятісторінковий документ-компромат про різні непривабливі дії Павеліча. Здійснюювані в Хорватії звірства в документі були названі «аномаліями» , про які Павелич не знав або не давав на них санкції (документ зберігався деякий час в спеціальному архіві Святого Престолу разом з актами часів Другої світової війни, але потім звідти був вилучений) . Ватикан запропонував Степінацу не ризикувати і спробувати по-хорошому зупинити Павеліча, поки папа не позбавив лідера Хорватії благословення і не поставив незалежність країни під загрозу  . За свідченням Ежена Тіссерана, майбутнього декана колегії кардиналів, Ватикану були відомі імена всіх священнослужителів, причетних до масових вбивств і виселенню сербів і євреїв, і їх необхідно було покарати відповідним чином, щоб змити ганьбу церкви  . Але Пій XII відмовився засуджувати режим і вживати заходів проти священиків, які приєдналися до бійні, оскільки це могло розколоти Католицьку церкву в Хорватії і навіть зруйнувати саму державу .

Майкл Фейер показує, що у Ватикана були лише поверхневі знання про геноцид його польської пастви, зате про ситуацію в Хорватії їм було відомо абсолютно все завдяки старанням Алоїзія Степінаца  . Державний секретар Луїджі Мальон проінструктував нунція Марконі наступним чином: "Якщо Ваше Високопреосвященство знайде підходящу можливість, вам слід дати непублічну рекомендацію, щоб це не було схоже на офіційне звернення, про те, що по відношенню до євреїв на хорватської території слід проявляти стриманість. Ваше Преосвященство має стежити за тим, щоб […] враження лояльного співробітництва з цивільною владою постійно зберігалося "  . Ватикан таким чином обмежувався тільки дипломатичним тиском на уряд усташів і не намагався відкрито їх засудити  . Однак, на думку Рональда Рихляка, Ватикан чинив так не завжди і не скрізь: з 1941 по 1944 роки він відправив чотири офіційні листи і висловив величезну кількість протестів на адресу Першої Словацької республіки . У листі від 7 квітня 1943 року Пій XII писав: 
Святий Престол завжди мав тверду надію, що словацький уряд, враховуючи також почуття свого власного народу, майже виключно католиків, ніколи не займеться насильницьким вигнанням осіб, що належать до єврейської раси. Тому Святий Престол з великим болем дізнався про продовження дій такого роду на території республіки. Цей біль підсилюють різні повідомлення про те, що словацький уряд має намір повністю вигнати єврейське населення Словаччини, не шкодуючи ні жінок, ні дітей. Святий Престол не був би гідний свого божественного призначення, але засудив ці дії, які грубо порушують природне право людей лише з тієї причини, що вони належать до певної раси.

На наступний день Святий Престол отримав повідомлення від свого представника в Болгарії з проханням вжити заходів щодо захисту єврейських громадян, яким загрожувала депортація. Секретар Єврейського агентства у справах Палестини незабаром зустрівся з архієпископом Анджело Ронкаллі (майбутнім папою Іоанном XXIII), щоб висловити подяку Святому Престолу за щасливий перебіг справи щодо синів Ізраїля в Словаччині. У жовтні 1942 року про болючу ситуацію хорватських євреїв в Хорватії Ватикан повідомив своїм загребським представникам і закликав їх умовити уряд НДХ змінити ставлення до єврейського населення. У нотатках державного секретаря Святого Престолу пишеться, що до січня 1943 року Ватикан все ж зумів тимчасово призупинити депортацію євреїв з Хорватії, але при цьому на нього стала тиснути Німеччина. 6 березня 1943 року Святий Престол відправив ще одне розпорядження своїм представникам в Загребі — продовжувати і далі надавати допомогу євреям.

### Аудієнція Павеліча
Джон Корнуелл пише, що 18 травня 1941 року Павелич прибув до Риму з метою укласти договір з Муссоліні про надання Італії права на управління декількома хорватськими містами і округами на узбережжі Далмації  . У ці ж дні Павелич домігся права на аудієнцію у Пія XII, що фактично стало визнанням Святим Престолом незалежності Хорватії , до того ж абат Джузеппе Марконі був призначений апостольським делегатом в Загребі. Корнуелл не впевнений, чи були відомі Ватикану подробиці про злочини проти національних меншин, скоєних усташами до цього моменту, але при цьому переконаний, що Риму прекрасно було відомо одне: Павеліч — тоталітарний диктатор, маріонетка Гітлера і Муссоліні, автор жорстоких фашистських і антисемітських законів і прихильник насильницького навернення православних до католицизму .

### Джузеппе Марконі
У 1941 році Пій XII призначив Джузеппе Марконі апостольським делегатом в Хорватії, фактично зробивши його нунцієм (без офіційного призначення) . Марконі повідомляв в Рим про жахливі умови поводження з євреями в Хорватії, вів переговори з хорватськими офіційними особами, а сам займався вивезенням єврейських дітей в Туреччину . Ватикан через Степінаца і Марконі тиснув на Павеліча, щоб той зупинив насильство  . Коли ж почалася депортація євреїв з Хорватії, обидва зажадали пояснень від Андрії Артуковича  . Мартін Гілберт, підбиваючи підсумок діяльності Марконі, писав, що завдяки його своєчасному втручанню вдалося врятувати тисячі хорватських євреїв.

## Наслідки

### Відносини з Югославією
Незалежна держава Хорватія перестало існувати 8 травня 1945 року, в день підписання капітуляції Німеччини. На руїнах королівської Югославії виникла нова країна — Соціалістична Федеративна Республіка Югославія . Тільки частина території була звільнена Червоною Армією: в Хорватії і Словенії югослави розгромили своїх супротивників без допомоги радянських військ . Але навіть незважаючи на те, що партизани ворогували з усташами, Івлін Во писав в кінці війни британському МЗС і Пію XII, що Тіто може просто знищити католицьку віру в країні: в небезпеці опинилися 5 мільйонів прихожан Римо-католицької церкви . За свідченням Фейера, Тіто вирішив ще до закінчення війни розібратися не тільки з усташами, але і з католицьким духовенством, що їх підтримувало. .
Партизани зганяли активно злість на католицькому духовенству, що співпрацювало з усташами. Вважається, що від рук партизан до лютого 1945 року було вбито 14 священиків, до березня це число виросло до 160, а до кінця року всього було вбито 270 представників духовенства  . Во, який відвідав соціалістичну Хорватію після війни, писав, що завдання партизан полегшувало те, що католицька церква була скомпрометована своїм терпимим ставленням до пронацистская режиму усташів чи навіть його активною підтримкою  . Особливо важко довелося францисканцям: за роки війни було зруйновано 15 монастирів  . Можливо, з цієї причини Ватикан довгий час не міг знайти спільну мову з СРСР і його союзниками по Варшавському договору  . Але Пій XII зумів подолати деякі розбіжності з Югославією: відправка американського єпископа Джозефа Патріка Хёрли стала першим кроком до встановлення дипломатичних відносин  . Тіто вимагав відкликати Степінаца, засудженого за свої злочини, в Рим, але папа запропонував Степінацу особисто вибрати свою долю, і той вирішив залишитися на батьківщині .

### Пацючі стежки
Ряд нацистських діячів врятувалися від суду, втікши в Західну Європу і приєднавшись до антикомуністичному руху в обмін на замовчування нацистської діяльності. США назвали подібні маршрути, за якими нацисти рятувалися від суду, «щурячими стежками». У Римі допомогу хорватам надавали австрієць Алоїз Гудал і Понтифікальний хорватський коледж святого Ієроніма, яким керував Крунослав Драганович . Згідно Фейеру, лідери усташів і ті священики, що їх підтримували на чолі з єпископом Іваном Шаричем втекли з Хорватії з награбованим золотом і сховалися в Римі  . А ось місцезнаходження Павеліча не могла встановити навіть розвідка  . Агент Корпусу контррозвідки Вільям Гоуен, син представника США у Ватикані Франкліна Гоуена, особисто шукав Павеліча, однак Святому Престолу подібна активність США не сподобалася, і в підсумку Гоуен змушений був покинути територію Ватикану .
За словами Фейера, Пій XII деякий час переховував Павеліча, надавши йому притулок в 1946 році, і навіть сприяв його перельоту в Південну Америку. За цей час Пій XII і Анте Павеліч домовилися про початок єдиної боротьби проти соціалістичної Югославії і прагненні створити чисто католицьку держава на Балканах  . В Аргентину Павеліч потрапив уже в 1948 році  : за його головою полювали агенти спецслужб США, СРСР, СФРЮ та Італії, але Ватикан заборонив будь-яку розвідувальну діяльність на своїй території  . Як вважав Фейер, Ватикан побоювався, що Тіто покінчить назавжди з впливом римсько-католицької церкви в Югославії  . Гебблтуейт пише, що Павеліч вибрався до Риму в 1948 році з монастиря в Зальцбурзі за допомогою Драгановича, якого не зупиняли ніякі закони, і проживав під ім'ям «батька Гомеса» в Латиноамеріанскому коледжі Пія, поки на запрошення Хуана Перона не переїхав у Аргентину . Незважаючи на те, що Анте Павелич так і не постав перед судом, на нього продовжила полювати сербська еміграція: Благе Йовович, сербський четник, 10 квітня 1957 року здійснив на нього замах, вистріливши двічі. Павеліч вижив, але отримав два серйозних поранення, які підірвали його здоров'я. Іспанія стала його останнім притулком, де Павеліч помер 28 грудня 1959 року незадовго до операції: здоров'я колишнього диктатора підірвали діабет і ті два поранення .
У Понтифікальному коледжі в Римі ховалися десятки хорватів, в тому числі і військові злочинці  . Ватикан з весни 1947 року посилював тиск на США і Велику Британію, щоб не допустити екстрадиції усташських злочинців у Югославію  . Спеціальний агент Гоуен попереджав, що Павеліч, ненавидів православ'я і комунізм, заручився такими зв'язками, що його арешт може стати шоком для всього католицького світу і викликати масові протести  . Але в основному Ватикан бентежив не факт того, що Павеліч користувався «щурячими стежками», а можливий розголос непривабливих для церкви фактів на суді над ним, який у підсумку так і не відбувся  . Сам Пій XII не вірив в справедливий суд над Павелічем і його спільниками в Югославії  . У ті часи у числі військових злочинців виявилося дуже багато релігійних діячів: крім Алоїзіє Степінаца, під суд пішли президент маріонеткової Словаччини Йозеф Тісо (його повісили), примас Угорщини Йожеф Міндсенті (який, проте, виступав проти нацистів) і члени ради допомоги євреям Польщі " Жегота " . Рим став розцінювати режим Тіто як загрозу своїм прихожанам в Хорватії, яких могли засудити за безпідставними обвинуваченнями в колабораціонізмі.

### Судові процеси

#### Справа Рожмана
Грегорі Рожман став першим католицьким єпископом, засудженим за колабораціонізм. У серпні 1946 року його заочно засудив військовий трибунал Югославії: сам Рожман втік в США, де прожив решту життя, так і не поставши перед судом, а в 2007 році Верховний суд Словенії виправдав Рожмана за всіма статтями . Британці пропонували заарештувати і видати його югославам як спільника усташів , чого так і не сталося. Однак після Рожмана в руки правосуддя потрапив і Степінац .

#### Справа Степінаца
Алоїзіє Степінац постав перед югославським судом 26 вересня 1946 року. Гебблтуейт назвав суд спектаклем з вирішеним вироком, який не мав нічого спільного з правосуддям. Журнал Time в жовтні 1946 року описував судові слухання в такий спосіб: 

У Загребськом спортивному залі, прекрасно освітленому для фотографів і 500 глядачів, завершувався показовий судовий процес над архієпископом Алоїзіє Степінацем і дванадцятьма католицькими священиками. Звинувачений маршалом Тіто в скоєнні злочинів проти людства 48-річний голова п'ятої за величиною в світі католицької дієцезії … тимчасово втратив самовладання. Він гнівно вказував пальцем на суд і кричав: «Церква в Югославії не тільки позбавлена свободи — скоро церква буде знищена».
Оригінальний текст (англ.)
In a Zagreb sports auditorium, brilliantly lit for photographers and 500 spectators, the show trial of Archbishop Aloysius Stepinac and twelve Catholic priests was rolling to a close. Charged by Marshal Tito with 'crimes against the people', the 48-year-old head of the world's fifth largest Catholic diocese ... temporarily lost his equanimity. He shook an angry finger at the court, cried: 'Not only does the church in Yugoslavia have no freedom, but in a short while the church will be annihilated.

Степінацу приписали підтримку усташського уряду, заклики до насильницького окатоличення православних сербів і боротьбу з партизанським рухом  . Той відмовився від послуг адвоката, визнав свою провину і був засуджений до 16 років позбавлення волі . Фейер вважає, що Степінацу могли пом'якшити вирок, якби той зумів довести, що не підтримував насильницьке окатоличення, але за іншими пунктами він не міг себе виправдати  . На захист Степінаца Гебблтуейт писав, що незалежність Хорватії гарантувалася Атлантичною хартією, згідно з якою всі нації мають право на існування . Рональд Рихляк назвав суд фарсом, який був спрямований на очорнення Католицької церкви і доказ її беззастережної підтримки нацизму, і висловив жаль, що антикатолицька пропаганда Югославії багатьма в світі була прийнята на віру. 13 жовтня 1946 року голова єврейської громади США Луїс Брайер виступив на захист Степінаца, заявивши наступне: 

Цей великий діяч Церкви був звинувачений в тому, що був нацистським колабораціоністом. Ми, євреї, це заперечуємо. Він один з небагатьох, хто повстав в Європі проти нацистської тиранії в найнебезпечніший момент. Він відкрито і без страху виступав проти расових законів. Після Його Святості Пія XII він був найбільшим захисників гноблених в Європі євреїв.
Оригінальний текст (англ.)
This great man of the Church has been accused of being a Nazi collaborator. We, the Jews, deny it. He is one of the few men who rose in Europe against the Nazi tyranny precisely at the moment when it was most dangerous. He spoke openly and fearlessly against the racial laws. After His Holiness, Pius XII, he was the greatest defender of the persecuted Jews in Europe.

Архієпископ Степінац провів 5 років у в'язниці Лепоглава, поки умови його утримання не були замінені на домашній арешт. Папа Пій XII увів Степінаца в Колегію кардиналів в 1952 році    . Фейер, називаючи суд над Степінацем показовим, тим не менш, не заперечує його підтримку режиму усташів  і вважає, що якби Степінац посмів щось сказати у відповідь на звинувачення, то його захист розвалився б відразу і дозволив б відкрити правду про підтримку Ватиканом злочинця Павеліча  . Більш того, Степінац дозволив зберігати документи часів усташського режиму в своїй єпископальної резиденції, включаючи ті, у яких містилися відомості про прихід усташів до влади і свідоцтва їхніх військових злочинів .
Степінац в 1953 році повернувся додому в село Крашічі, де прожив останні 7 років життя під домашнім арештом і помер. У 1998 році Іоанн Павло II беатифікував його, що викликало масові протести серед православних сербів.

#### Справа Філіповича
У 1946 році перед судом постав францисканець Мирослав Филипович, який був комендантом концтаборів Ясеновац і Стара-Градішка. Филипович звинувачувався в масовому вбивстві сербів і євреїв: від його рук або за його розпорядженням з 1942 по 1943 роки в Ясеноваці загинули не менше 40 тисяч осіб (переважно жінки, діти і люди похилого віку) , причому не менше 20 тисяч убитих були євреями по національності  . Всі вбивства здійснювалися з особливою жорстокістю. Філіпович визнав свою провину, і суд засудив його до повішення.

### Золото усташів
У Понтифікальному коледжі усташі сховали величезні запаси золота, що потрапили пізніше у власність Інституту релігійних справ (Банк Ватикану)   . Але в порівнянні з золотом нацистської партії запаси усташського золота (на суму в сотні тисяч доларів США) були дуже невеликими. Фейер вважає, що Ватикану було прекрасно відомо і зрозуміло місцезнаходження золота  .
Ті, що пережили усташський терор та їхні нащадки, які проживали в Каліфорнії, спробували через суд домогтися повернення золота, подавши на Ватикан в суд за допомогою судової системи США  . Банк Ватикану звинувачувався у відмиванні грошей і приховуванні усташського золотого запасу, а також створення депозитів в Європі, Північній і Південній Америці та фінансуванні хорватської усташівської міграції . Основним доказом позивачі представили уривок з так званої «депеші Бігелоу» (відправленої Емерсоном Бігелоу Гарольду Глессеру, директору дослідного відділу міністерства фінансів США 16 жовтня 1948 року . Ще одним свідченням стало повідомленням агента УСС Вільяма Гоуена про те, що полковник Іван Бабич вивіз зі Швейцарії в Понтифікальний коледж 10 вантажівок із золотом  . Незважаючи на всі старання, позивачі програли справу.